# Treflă

Treflă (trifoi) ca ornament arhitectural

Trefla este una dintre cele patru culori ale cărților de joc, dar și un ornament, întâlnit în special în arhitectură și heraldică, ce are forma stilizată a unei frunze de trifoi.
În general, se obține trasând trei cercuri care se intersectează și ale căror centre sunt plasate în vârfurile unui triunghi echilateral.
Motivul decorativ este utilizat în special în arhitectura gotică deasupra ușilor și ferestrelor.
Sugerând ideea trinității, simbolul trifoiului este întâlnit și în forma de construcție a multor biserici creștine.

## Alte utilizări ale simbolului

Radiație ionizantă
Adăpost anti-atomic
Pericol de contaminare biologică
Simbolul universal al reciclării
Simbolul unei organizaţii de cercetaşi